# عدنان كمال
عدنان كمال ممثل ويوتيوبر كويتي (مواليد 3 فبراير 1986) شارك بالتمثيل في مسرحية ون أو تو عام 2024، مع المخرج محمد الحملي والكاتبة هيا أحمد. 

## الحياة الشخصية
تزوج عدنان كمال من الميكب آسترت بشاير جمعة وأنجب منها 6 أبناء وكون فريق عمل في عائلته بالتمثيل فريق عدنان وأكثر الفلوقات ، يتم تنزيلها في حساب بشاير جمعة Bjlife.

## قائمة العمل
المسرحيات
- ون أو تو (2024-)
- مسرحية الوحش (2025-)